# Carlos Fernández
Carlos Fernández Luna (Sevilla, 22 mei 1996) is een Spaans voetballer die doorgaans als aanvaller speelt. Hij stroomde in 2013 door vanuit de jeugd van Sevilla.

## Clubcarrière
Fernández werd geboren in Sevilla en sloot zich aan in de jeugdacademie van Sevilla. Op zeventienjarige leeftijd kwam hij bij het tweede elftal terecht. Op 18 december 2013 debuteerde hij voor het eerste elftal in de Copa del Rey tegen Racing Santander als invaller voor Piotr Trochowski. Op 2 maart 2014 debuteerde hij op zeventienjarige leeftijd in de Primera División als invaller voor José Antonio Reyes tegen Real Sociedad.

## Interlandcarrière
Fernández debuteerde in 2013 in Spanje –19, waarmee hij twee jaar later als regelmatige invaller het EK –19 van 2015 won. Hij speelde drie wedstrijden in Spanje –21.

## Erelijst
| Competitie            |               |               |               |               |
| Competitie            | Aantal        | Jaren         |               |               |
| Real Sociedad         | Real Sociedad | Real Sociedad | Real Sociedad | Real Sociedad |
| --------------------- | ------------- | ------------- | ------------- | ------------- |
| Copa del Rey          | 1x            | 2019/20       |               |               |
| Spanje –19            |               |               |               |               |
| Europees kampioen –19 | 1x            | 2015          |               |               |

1 Fernández ·
3 Pedrosa ·
4 Salas ·
6 Gudelj ·
7 Romero ·
8 Ortiz ·
9 Iheanacho ·
10 Suso ·
11 Lukebakio ·
12 Sambi Lokonga ·
13 Nyland ·
14 Peque ·
15 Montiel ·
16 Navas  ·
17 Ñíguez ·
18 Agoumé ·
19 Barco ·
20 Sow ·
21 Ejuke ·
22 Badé ·
23 Marcão ·
24 Nianzou ·
26 Sánchez ·
27 Idumbo Muzambo ·
31 Flores ·
32 Carmona ·
Coach: Pimienta
· Assistent-coach: García